# Teorema di Lagrange
In analisi matematica il teorema di Lagrange (o del valor medio o dell'incremento finito) è un risultato che si applica a funzioni di variabile reale e afferma, dal punto di vista geometrico, che dato il grafico di una funzione tra due estremi, esiste almeno un punto in cui la tangente al grafico è parallela alla secante passante per gli estremi.
Questo teorema è usato per provare delle proprietà di una funzione in un intervallo partendo da ipotesi locali sulle derivate nei punti di tale intervallo. È uno dei più importanti risultati dell'analisi matematica.

## Storia
Un caso speciale di questo teorema fu inizialmente descritto da Parameshvara (1370–1460), dalla Scuola del Kerala in India, nei suoi commenti su Govindasvāmi e Bhāskara II. Una forma ristretta del teorema fu poi provata da Rolle nel 1691; il suo risultato fu quello che ora è conosciuto come teorema di Rolle, e fu provato solo per polinomi, senza nessuna tecnica di analisi. Il teorema del valor medio nella sua forma moderna fu formulato e dimostrato da Cauchy nel 1823.

## Enunciato
Sia {\displaystyle f\colon [a,b]\to \mathbb {R} } una funzione continua nell'intervallo chiuso {\displaystyle [a,b]}, con {\displaystyle a<b,} e derivabile nell'intervallo aperto {\displaystyle (a,b)}. Allora esiste almeno un punto {\displaystyle c\in (a,b)}:
{\displaystyle f'(c)={\frac {f(b)-f(a)}{b-a}}.}

## Significato geometrico

Immagine che spiega il significato geometrico del teorema di Lagrange

Supponiamo di avere una funzione {\displaystyle f} di variabile reale a valori reali definita nell'intervallo {\displaystyle [a,b]}, come nell'immagine. Supponiamo che essa sia continua e che in ogni punto del suo grafico, esclusi {\displaystyle (a,f(a))} e {\displaystyle (b,f(b)),} sia ben definita la retta tangente, quest'ultima non parallela all'asse delle ordinate (supponiamo cioè che la funzione {\displaystyle f} sia derivabile in {\displaystyle (a,b)}). Tracciamo la retta secante il grafico della funzione, passante per i punti {\displaystyle (a,f(a))} e {\displaystyle (b,f(b))}.
Il teorema di Lagrange afferma che sotto le ipotesi di regolarità sopra enunciate esiste almeno un punto {\displaystyle c\in (a,b)}, come nell'esempio, tale che la tangente al grafico di {\displaystyle f} nel punto {\displaystyle (c,f(c))} abbia la stessa pendenza della retta passante per i punti {\displaystyle (a,f(a))} e {\displaystyle (b,f(b))}.

### Osservazioni
- Il teorema di Lagrange può anche essere considerato un caso particolare del teorema di Cauchy.

Sia {\displaystyle g} la funzione identità (cioè {\displaystyle g(x)=x}, per ogni {\displaystyle x}). Applichiamo il teorema di Cauchy a {\displaystyle f(x)} e {\displaystyle g(x)}:
{\displaystyle \exists c\in (a,b):{\frac {f(b)-f(a)}{g(b)-g(a)}}={\frac {f'(c)}{g'(c)}}={\frac {f(b)-f(a)}{b-a}}.}
Poiché {\displaystyle g'(x)=1} per ogni {\displaystyle x\in (a,b)}, si ha che {\displaystyle f'(c)={\frac {f(b)-f(a)}{b-a}}.}
- Il teorema di Lagrange è inoltre una generalizzazione del teorema di Rolle.

Sia {\displaystyle f} una funzione continua nell'intervallo {\displaystyle [a,b]}, derivabile in {\displaystyle (a,b)} e tale che {\displaystyle f(a)=f(b)}. Applicando il teorema di Lagrange si ha che
{\displaystyle \exists c\in (a,b):f'(c)={\frac {f(b)-f(a)}{b-a}}=0.}
- Da notare che il teorema, come enunciato, è falso se una funzione derivabile è a valori complessi invece che reali. Per esempio, si definisce {\displaystyle f(x)=e^{xi}} per tutti gli {\displaystyle x} reali. In tal caso

{\displaystyle f(2\pi )-f(0)=0=0(2\pi -0),}
mentre {\displaystyle f'(x)\neq 0} per ogni {\displaystyle x\in \mathbb {R} }.

## Dimostrazione
È possibile dimostrare l'asserto mediante un'applicazione del teorema di Rolle. 
Sia {\displaystyle g} la seguente funzione ausiliare:
{\displaystyle g(x)=f(a)+{\frac {f(b)-f(a)}{b-a}}(x-a).}
Si tratta della retta passante per i punti {\displaystyle (a,f(a))} e {\displaystyle (b,f(b))} della figura.
Sia ora {\displaystyle h} la differenza tra le due funzioni {\displaystyle f} e {\displaystyle g}: 
{\displaystyle h(x)=(f-g)(x)=f(x)-g(x).}
Si verifica immediatamente che
{\displaystyle h(a)=f(a)-g(a)=0,\qquad h(b)=f(b)-g(b)=0.}
La funzione {\displaystyle h} è continua perché somma di funzioni continue (una per ipotesi e una perché è un polinomio di primo grado); inoltre è derivabile perché somma di funzioni derivabili (la prima per ipotesi, la seconda in quanto polinomio di primo grado).
Per il teorema di Rolle, se una funzione è continua in un intervallo {\displaystyle [a,b]}, derivabile nell'intervallo aperto {\displaystyle (a,b)} e assume valori uguali agli estremi dell'intervallo, esiste almeno un punto {\displaystyle c\in (a,b)} in cui la sua derivata sia {\displaystyle 0}.
Applichiamo quindi il teorema di Rolle alla funzione {\displaystyle h}, dal momento che ne soddisfa tutte le ipotesi:
{\displaystyle \exists c\in (a,b)\mid h'(c)=0.}
Segue che
{\displaystyle h'(c)=f'(c)-g'(c)=0.}
Ora si osserva che
{\displaystyle g'(c)={\frac {f(b)-f(a)}{b-a}}.}
Quindi 
{\displaystyle f'(c)=g'(c)={\frac {f(b)-f(a)}{b-a}}}
e il teorema è così dimostrato.

## Estensioni

### Funzioni definite in Rn
Il teorema rimane valido considerando funzioni definite in {\displaystyle \mathbb {R} ^{n}}.
Sia {\displaystyle f} una funzione reale differenziabile su un aperto {\displaystyle U\subseteq \mathbb {R} ^{n}}, siano {\displaystyle \mathbf {x} ,\mathbf {y} } due punti di {\displaystyle U} tali che il segmento {\displaystyle [\mathbf {x} ,\mathbf {y} ]=\{t\mathbf {x} +(1-t)\mathbf {y} :t\in [0,1]\}\subseteq U,}
allora esiste {\displaystyle \mathbf {\xi } \in [\mathbf {x} ,\mathbf {y} ]} tale che
{\displaystyle f(\mathbf {y} )-f(\mathbf {x} )=\langle \mathbf {D} f(\mathbf {\xi } ),(\mathbf {y} -\mathbf {x} )\mathbf {\rangle } ,}
dove con {\displaystyle \mathbf {D} f} indichiamo il gradiente di {\displaystyle f.}
Per la dimostrazione è sufficiente considerare la funzione
{\displaystyle \varphi (t)=f(\mathbf {x} +t(\mathbf {y} -\mathbf {x} ))} con {\displaystyle t\in [0,1]}
derivabile sull'intervallo unitario perché composizione di due funzioni derivabili.

### Funzioni a valori in Rm
Il teorema non è più valido in questa forma per le funzioni a valori in {\displaystyle \mathbb {R} ^{m}}. Infatti sebbene applicabile a ogni singola componente, non è possibile garantire che ciascuna delle uguaglianze del teorema si verifichi contemporaneamente per lo stesso valore della variabile indipendente.
In questo caso il teorema è valido se si accetta la seguente formulazione:
Sia {\displaystyle f} una funzione reale derivabile su un aperto {\displaystyle U\subseteq \mathbb {R} ^{n}\rightarrow \mathbb {R} ^{m}}, contenente il segmento {\displaystyle [\mathbf {x} ,\mathbf {y} ]},
allora:
{\displaystyle \|f(\mathbf {y} )-f(\mathbf {x} )\|\leq \sup _{\mathbf {\mathbf {\xi } } \in U}\left\|\mathbf {D} f(\mathbf {\xi } )\right\|\left\|\mathbf {x} -\mathbf {y} \right\|.}

## Esempi di impiego (corollari)

### Funzioni aventi derivata identicamente nulla su un intervallo
Sia {\displaystyle f} una funzione continua e derivabile definita in un intervallo {\displaystyle I}, sia {\displaystyle f'} la derivata di {\displaystyle f}. Se {\displaystyle f'(x)=0} per ogni {\displaystyle x} interno ad {\displaystyle I}, allora {\displaystyle f} è costante in tale intervallo, cioè:
{\displaystyle f(x)=k,\quad \forall x\in I.}

#### Dimostrazione
Prendiamo due punti distinti, {\displaystyle \alpha } e {\displaystyle \beta } appartenenti all'intervallo {\displaystyle I}.
Possiamo applicare il teorema di Lagrange all'intervallo {\displaystyle [\alpha ,\beta ]} ottenendo che
{\displaystyle \exists c\in (\alpha ,\beta ):{\frac {f(\beta )-f(\alpha )}{\beta -\alpha }}=f^{\prime }(c).}
Dato che per ipotesi {\displaystyle f'(x)=0} per ogni {\displaystyle x}, ne segue che
{\displaystyle {\frac {f(\beta )-f(\alpha )}{\beta -\alpha }}=0}
e quindi
{\displaystyle f(\beta )=f(\alpha ).}
Visto che {\displaystyle \alpha } e {\displaystyle \beta } sono due punti arbitrari dell'intervallo, questo vale per ogni coppia di punti e quindi {\displaystyle f(x)=k} per ogni {\displaystyle x\in I} (cioè {\displaystyle f(x)} è costante nell'intervallo).

### Funzioni aventi derivata uguale in un intervallo
Siano {\displaystyle f} e {\displaystyle g} due funzioni derivabili in un intervallo {\displaystyle I} e sia {\displaystyle f'(x)=g'(x)} per ogni {\displaystyle x\in I}. Allora le due funzioni differiscono per una costante {\displaystyle c\in \mathbb {R} }, cioè
{\displaystyle f(x)=g(x)+c,\quad \forall x\in I.}

#### Dimostrazione
Si prenda {\displaystyle h(x)=f(x)-g(x)}. Per ipotesi si ha {\displaystyle h'(x)=f'(x)-g'(x)=0} per ogni {\displaystyle x\in I}. Allora per il corollario precedente sulle funzioni a derivata nulla, la funzione {\displaystyle h(x)} è costante nell'intervallo {\displaystyle I}, cioè {\displaystyle h(x)=f(x)-g(x)=c} per un determinato {\displaystyle c\in \mathbb {R} }, e quindi
{\displaystyle f(x)=g(x)+c,\quad \forall x\in I.}

### Monotonia a partire dalla derivata
Il teorema di Lagrange ci permette di stabilire la monotonia di una funzione derivabile in un certo intervallo, in base al segno della derivata.

#### Derivata non negativa
Sia {\displaystyle f} una funzione derivabile in {\displaystyle I}. Se {\displaystyle f'(x)\geq 0}, {\displaystyle \forall x\in I}, allora per ogni {\displaystyle x_{1},x_{2}\in I}, con {\displaystyle x_{1}<x_{2}}, si ha che {\displaystyle f(x_{1})\leq f(x_{2})}.

#### Dimostrazione
Prendiamo due generici punti {\displaystyle x_{1}} e {\displaystyle x_{2}} appartenenti all'intervallo {\displaystyle I}, con {\displaystyle x_{1}<x_{2}}.
Poiché la funzione per ipotesi è derivabile in tutti i punti dell'intervallo, e quindi è anche continua, possiamo pensare di applicare il teorema di Lagrange a {\displaystyle [x_{1},x_{2}]} ottenendo che
{\displaystyle \exists c\in (x_{1},x_{2}):{\frac {f(x_{2})-f(x_{1})}{x_{2}-x_{1}}}=f^{\prime }(c).}
Dato che {\displaystyle f'(x)\geq 0} per ogni {\displaystyle x\in I} si ha che
{\displaystyle {\frac {f(x_{2})-f(x_{1})}{x_{2}-x_{1}}}\geq 0.}
Ora, dato che {\displaystyle x_{1}<x_{2}}, per essere vera la formula appena scritta deve essere {\displaystyle f(x_{1})\leq f(x_{2})} e visto che questo vale per ogni coppia di punti appartenenti a {\displaystyle I}, possiamo concludere che la funzione è monotona crescente nell'intervallo.

#### Derivata positiva
Sia {\displaystyle f'(x)>0} per ogni {\displaystyle x} appartenente all'intervallo {\displaystyle [a,b]}. Allora per ogni {\displaystyle x_{1},x_{2}} appartenenti all'intervallo {\displaystyle [a,b]} con {\displaystyle x_{1}<x_{2}} si ha che {\displaystyle f(x_{1})<f(x_{2})}.

##### Dimostrazione
Prendiamo due generici punti {\displaystyle \alpha } e {\displaystyle \beta } appartenenti all'intervallo chiuso {\displaystyle [a,b]} con {\displaystyle \alpha <\beta }.
Poiché la funzione per ipotesi è derivabile in tutti i punti dell'intervallo, e quindi è anche continua, possiamo pensare di applicare il teorema di Lagrange a un intervallo avente come estremi {\displaystyle \alpha } e {\displaystyle \beta } ottenendo che
{\displaystyle \exists c\in (\alpha ,\beta ):{\frac {f(\beta )-f(\alpha )}{\beta -\alpha }}=f'(c).}
Dato che {\displaystyle f'(x)>0} per ogni {\displaystyle x} si ha che
{\displaystyle {\frac {f(\beta )-f(\alpha )}{\beta -\alpha }}>0.}
Ora dato che {\displaystyle \alpha <\beta } per essere vera la formula appena scritta deve essere {\displaystyle f(\alpha )<f(\beta )} e visto che questo vale per ogni {\displaystyle \alpha } e {\displaystyle \beta } appartenenti ad {\displaystyle [a,b]} possiamo concludere che la funzione è monotona crescente.

#### Derivata non positiva e derivata negativa
Le relative proprietà sono inverse rispetto a quelle ottenute ai due punti precedenti e si ottengono semplicemente invertendo i segni delle diseguaglianze.

### Studio delle funzioni su un intervallo aventi derivata limitata
Se {\displaystyle f} è una funzione continua e derivabile nell'intervallo {\displaystyle [a,b]} e la sua derivata prima {\displaystyle f'} è limitata in {\displaystyle [a,b]}, ossia esiste {\displaystyle k>0:|f'(x)|\leq k}, si ha che {\displaystyle f} è lipschitziana su {\displaystyle [a,b]}.

#### Dimostrazione
Consideriamo due generici punti {\displaystyle \alpha } e {\displaystyle \beta } appartenenti all'intervallo {\displaystyle [a,b]} tali che {\displaystyle \alpha <\beta }.
Dal momento che l'ipotesi ci garantisce che la funzione sia derivabile in tutti i punti dell'intervallo, cosa che ci garantisce anche la continuità, possiamo applicare il teorema di Lagrange a un intervallo avente come estremi i due punti di prima, ottenendo che
{\displaystyle \exists c\in (\alpha ,\beta ):{\frac {f(\beta )-f(\alpha )}{\beta -\alpha }}=f'(c).}
Adesso uniamo questa informazione alla limitatezza della derivata, dataci per ipotesi, dunque possiamo scrivere:
{\displaystyle \left|{\frac {f(\beta )-f(\alpha )}{\beta -\alpha }}\right|\leq k.}
Ma siccome i punti possiamo sceglierli a nostro completo arbitrio tra tutti quelli presenti nell'intervallo, allora la pendenza della funzione risulterà limitata, e quindi la funzione soddisferà la condizione di Lipschitz.